# テテラ語
テテラ語（テテラご、テテラ語: Ɔtɛtɛla、英: Tetela language、Otetela、Sungu、Kitetela、Kikitatela）は、バントゥー語群に属する言語である。話者はコンゴ民主共和国の東カサイ州北部に居住するテテラ族の人々である。